# Gildschaft 9 (Quedlinburg)

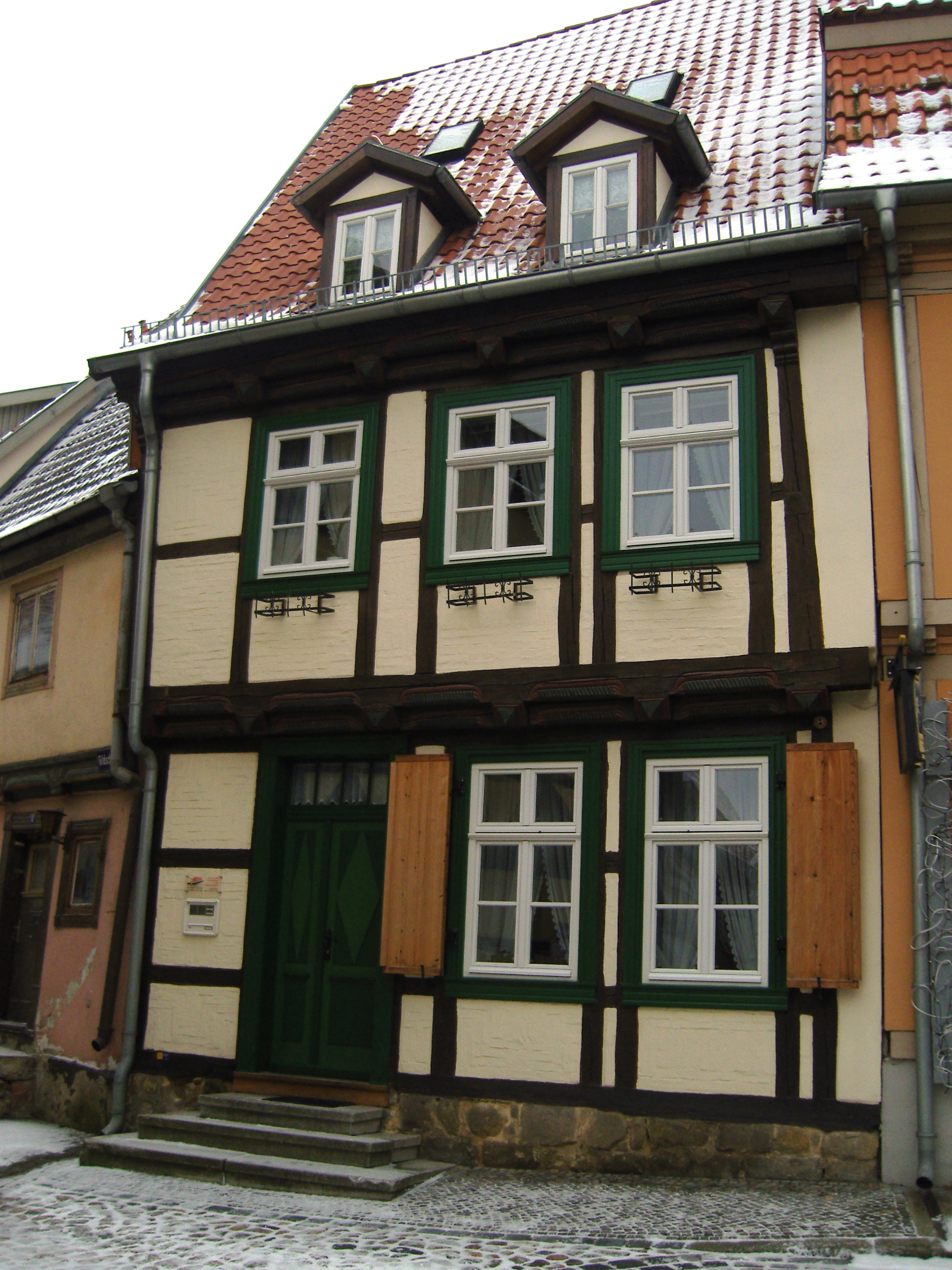
Haus Gildschaft 9

Das Haus Gildschaft 9 ist ein denkmalgeschütztes Gebäude in der Stadt Quedlinburg in Sachsen-Anhalt.

## Lage
Es liegt auf der Nordseite des Quedlinburger Schloßbergs im Stadtteil Westendorf auf der Südseite der Straße Gildschaft und gehört zum UNESCO-Weltkulturerbe. Im Quedlinburger Denkmalverzeichnis ist es als Wohnhaus eingetragen. Östlich grenzt das gleichfalls denkmalgeschützte Haus Gildschaft 8 an.

## Architektur und Geschichte
Das sechs Gebinde breite, zweigeschossige Fachwerkhaus entstand vermutlich in der Zeit um 1660. An der Stockschwelle finden sich als Verzierungen Pyramidenbalkenköpfe und eine Schiffskehle. Um 1780 erfolgte ein Umbau des Gebäudes.